# 松江城
松江城（まつえじょう）は、島根県松江市殿町にあった江戸時代の日本の城。別名千鳥城。現存天守は国宝、城跡は国の史跡に指定されている。

## 概要
小瀬甫庵の縄張りによる平山城。江戸時代には松江藩の政庁として、出雲地方の政治経済の中心であった。山陰地方で唯一の現存天守であり、国宝指定された5城のうちの一つである（他は犬山城、松本城、彦根城、姫路城）。標高29メートルの亀田山に建つ天守からは宍道湖を眺望することができる。
明治時代初頭に廃城令によって松江城は陸軍省所管となり城内の建物は全て解体され売却される予定だったが、地元の有志によって天守閣だけは買い戻されて解体を免れた。近年、二の丸の櫓が復元されるなど往年の姿を取り戻しつつある。
昭和初期に城山部分は公園として開放され、現在は指定管理者制度に則り、特定非営利活動法人松江ツーリズム研究会が運営をしている。日本さくら名所100選や都市景観100選に選ばれるなど島根県の主要な観光名所となっている。

## 歴史・沿革

### 前史
- 鎌倉時代から戦国時代にかけて、この地に末次城（末次の土居）が置かれた。

### 築城
- 1600年（慶長5年） 関ヶ原の戦いで戦功のあった堀尾忠氏（堀尾吉晴の子）が、隠岐・出雲24万石を得て月山富田城に入城し、松江藩が成立。月山富田城は中世山城であり近世城下町形成には不利であったので、運送などに有利な宍道湖と中海を結ぶ太田川の近く、末次城跡を城地の候補とした。
- 1607年（慶長12年） 末次城のあった亀田山に築城を開始。
- 1611年（慶長16年） 正月には松江城は落成していた（堀尾吉晴は完成目前で急死しているというのが通説だったが、この年の6月に亡くなっているため、通説は誤り）。
- 1633年（寛永10年） 堀尾忠晴没、嗣子なく堀尾氏は3代で改易となった。
- 1634年（寛永11年） 京極忠高が若狭国小浜藩（若狭・越前国敦賀郡）より出雲・隠岐両国26万石で入封。三の丸を造営し、ここに松江城の全容が完成した。
- 1637年（寛永14年） 忠高が嗣子なく没し、京極家宗家は一時廃絶（後に他国で再興される）。
- 1638年（寛永15年） 信濃国松本藩より松平直政が出雲18万6千石で入封。以後、明治維新まで続いた。

### 近現代
- 1871年（明治4年）：廃藩置県により、廃城となる。
- 1873年（明治8年）：廃城令が公布され、天守を除く建造物は4円から5円（当時の価格）で払い下げられ、全て撤去された。天守も180円で売却されることとなったが、出雲郡の豪農の勝部本右衛門や元藩士の高木権八が同額の金を国に納める形で買い戻され、保存されることとなる[1][2]。
- 1889年（明治22年）：当時の島根県知事、籠手田安定によって「松江城天守閣景観維持会」が組織される。
- 1927年（昭和2年）：所有者の松平家が天守を含む城地を松江市に寄付し、公園として開放される。
- 1934年（昭和9年）：国により史跡に指定される。
- 1935年（昭和10年）：天守が当時の国宝保存法に基づく国宝（旧国宝。現行法の重要文化財に相当）に指定される。
- 1947年（昭和22年）：昭和天皇の戦後巡幸。大手前広場に市民奉迎場が設けられた[3]。
- 1950年（昭和25年）：文化財保護法の施行に伴い、天守は重要文化財に指定される[4]。
- 1950年（昭和25年）6月1日～1955年（昭和30年）3月 - 天守の解体修理が行われた。費用は当時約5300万円にのぼる。
- 1960年（昭和35年）：本丸一ノ門と南多聞の一部を復元。
- 1992年（平成4年）：都市景観100選に選ばれる。
- 1994年（平成6年）：三の丸と二の丸を結ぶ廊下門（千鳥橋）と二の丸下段の北惣門橋（旧眼鏡橋）を復元。
- 2000年（平成12年）：二の丸南櫓と塀（40m）を復元。
- 2001年（平成13年）：二の丸に中櫓・太鼓櫓と塀（87m）を復元。
- 2006年（平成18年）4月6日：日本100名城（64番）に選定された。
- 2007年（平成19年）4月～2011年（平成23年）12月 - 「松江開府400年祭」が行われた。
- 2015年（平成27年）7月8日：天守が国宝に指定[5]。国内の城跡で天守が国宝に指定されるのは63年ぶり5件目。

## 構造

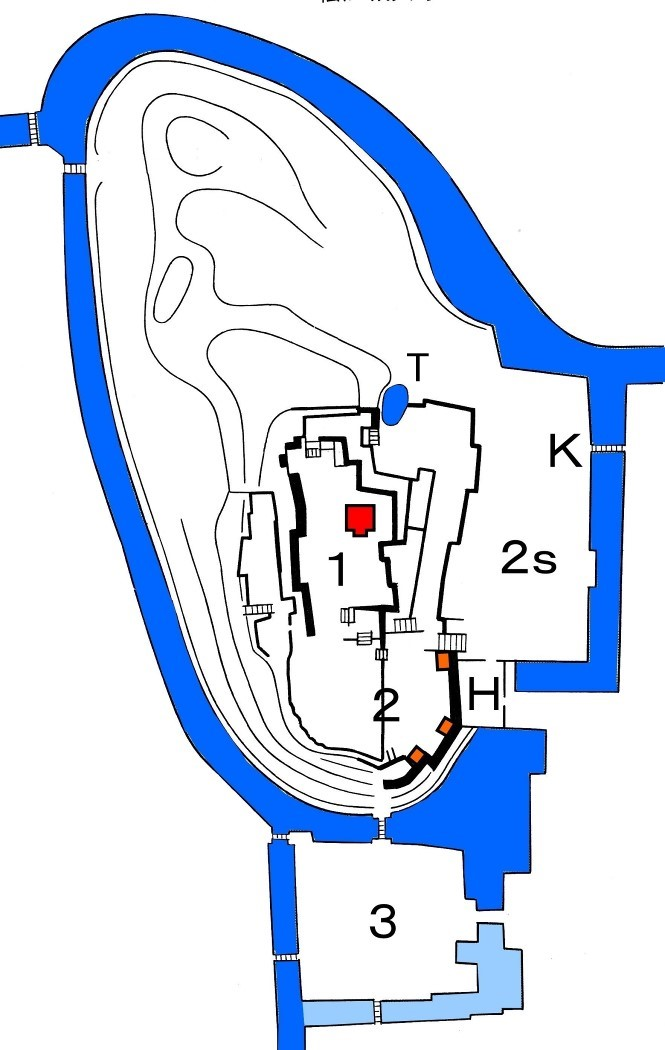
１本丸　２二の丸上段　２ｓ二の丸下段　３三の丸　H大手門

軍学者の小瀬甫庵、土木職人の稲葉覚之丞らが設計に携わった。松江市街の北部に位置し、南を流れる京橋川を外堀とする輪郭連郭複合式平山城である。宍道湖北側湖畔の亀田山に築かれ、日本三大湖城の一つでもある。なお、城の周りを囲む堀川は宍道湖とつながっており、薄い塩水（汽水域）である。構造は、本丸を中心に据え、北に北の丸、南に二の丸上段、東に二の丸下段、二の丸上段のさらに南には出城のように独立した三の丸が配されている。城の中心となる御殿は二の丸上段に置かれていたが、敷地が狭いため三の丸にも御殿が建てられ藩主は主にこちらで生活していたようだ。大手門は石垣のみが残るが巨大な枡形を形成しており、江戸城や大阪城に匹敵する規模である。
現在、北の丸には神社、三の丸には島根県庁が建っている。

### 本丸
本丸は東西約54m、南北約123mの長方形で、東寄りに天守が建つ。基本的に、計6基の二層櫓が多聞櫓により結ばれていたが、鬼門にあたる北東のみは二層櫓を設けず、土塀のみを配置していた。東側の天守に対して、西側にあった鉄砲櫓は鯱をあげ、初層外側屋根上に唐破風をもうける小天守の風格ある櫓であったという。

#### 天守

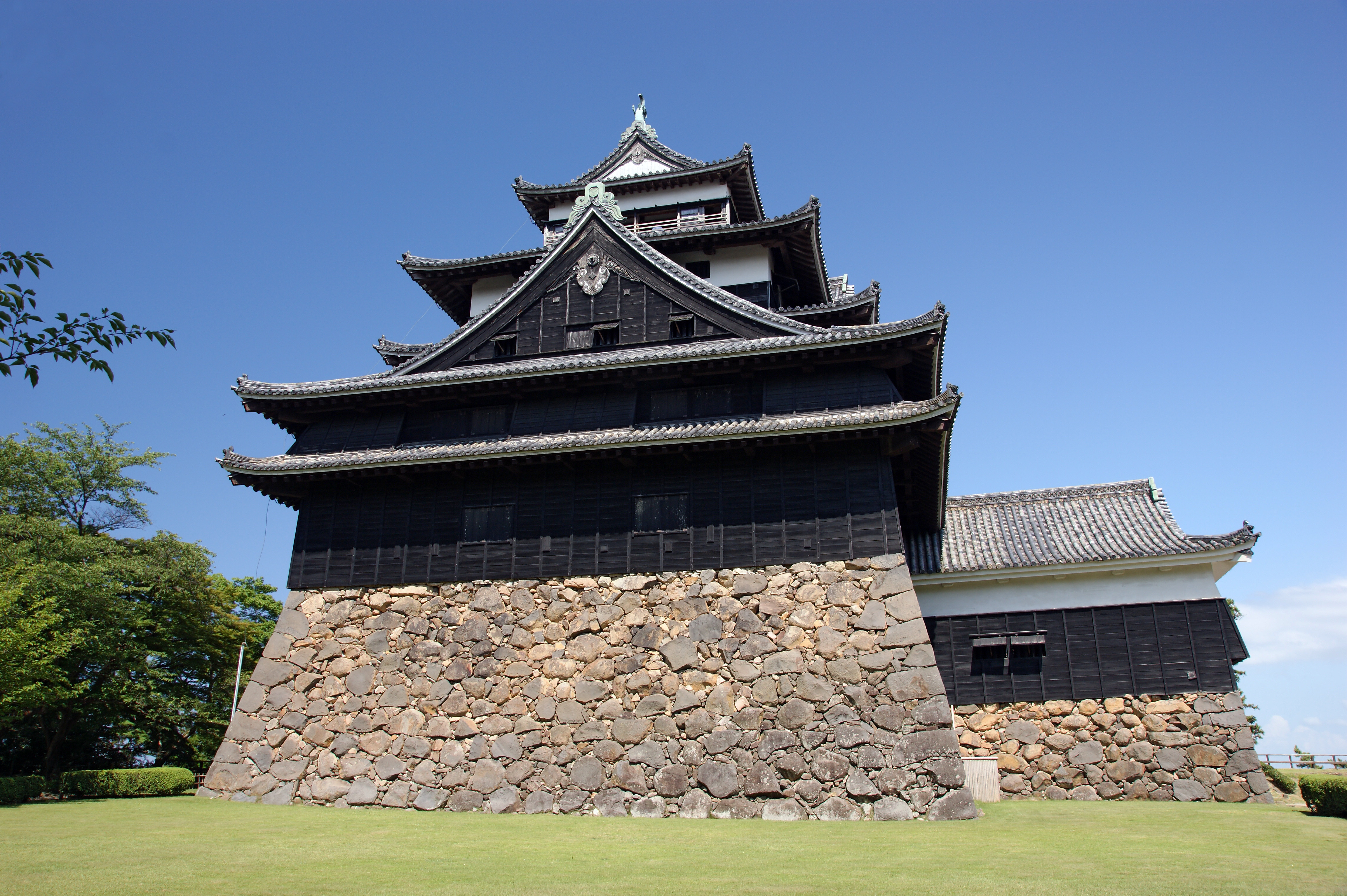
天守西面、大入母屋が聳える。

天守は外観4重、内部5階、地下1階で、天守の南に地下1階を持つ平屋の附櫓が付属する。形式上は望楼型天守に分類され、二重の櫓の上に二重（3階建て）の望楼を載せた形になる。二重目と四重目は東西棟の入母屋造で、二重目の南北面に入母屋破風の出窓をつけている。附櫓も入母屋造である。壁面は初重・二重目は黒塗の下見板張り、三・四重目と附櫓は上部を漆喰塗、その下を黒塗下見板張りとする。南北の出窓部分の壁は漆喰塗である。屋根はすべて本瓦葺きとする。構造的には、2つの階にまたがる通し柱を多用している点が注目される。建物の中央部には地階と1階、2階と3階、4階と5階をそれぞれつなぐ通し柱があり、側柱など外側部分には1階と2階、3階と4階をつなぐ通し柱がある。
1・2階平面は東西12間に南北10間あり、高さは、本丸地上より約30m（天守台上よりは22.4m）ある。窓は突上窓と火灯窓あり、2階に1階屋根を貫く形で開口した石落しが8箇所あることを特徴としている。地下の井戸は城郭建築では唯一の現存例である。最上階は内部に取り込まれた廻縁高欄があり、雨戸を取り付けている。鯱は、木製の銅板張で現存天守の中では最大の高さ約2m。現在の鯱は昭和の修理の際に作り直されたもので、旧鯱は別途保管展示されている。また、石垣は「牛蒡積み」といわれる崩壊しない城石垣特有の技術が使われている。
『正保城絵図』では、現在の天守と違い二重目、三重目に千鳥破風が存在する等、多くの相違点が確認された。松江城の国宝指定にともない平成28年（2016年）4月に行われた調査において、現存天守に残る柱から破風の痕跡が発見された。『正保城絵図』に描かれた二重目（内部2階）、三重目（内部3階）の千鳥破風部分、四重目（内部4階）の唐破風部分に貫跡が確認され、正保城絵図に描かれた松江城天守閣が築城当時の実際の姿を示すものと確認された。
松江城は築城より100年以上経過した江戸時代中期の元文3年（1738年）から寛保3年（1743年）にかけて大改修が行われた。改修前には千鳥破風や唐破風、漆喰壁があったとみられるが、この大改修の際に天守も改装されて、現在の松江城天守の姿になったと推測される。作成年月が不明とされていた松江市指定文化財「松江城天守閣雛形」は、この大改修を行うために作られた模型であると考えられる。江戸時代制作の天守雛型が残るのは宇和島城、大洲城、小田原城、延岡城、松江城の5城（合計8つ）があり、国宝5城の内では唯一の雛型である。
松江城の本丸は有事の際にだけ使用される「詰の丸」であり、天守は倉庫として使われていた。

### 二の丸

#### 南櫓・中櫓・太鼓櫓
二の丸上の段東側に立つ3基の櫓。南櫓のみ二層櫓、中櫓と太鼓櫓は単層櫓となっており、各々土塀で結ばれている。平成13年（2001年）に松江藩の大工頭竹内有兵衛の木割図や古写真、古絵図、発掘調査をもとに忠実に復元された。このうち太鼓櫓にはその名のとおり太鼓が置かれ、時を告げる役割を担っていた。櫓の間を結ぶ土塀は、一間おきに狭間を、二間おきに控塀をもうけた構造となっている。

### 城下町

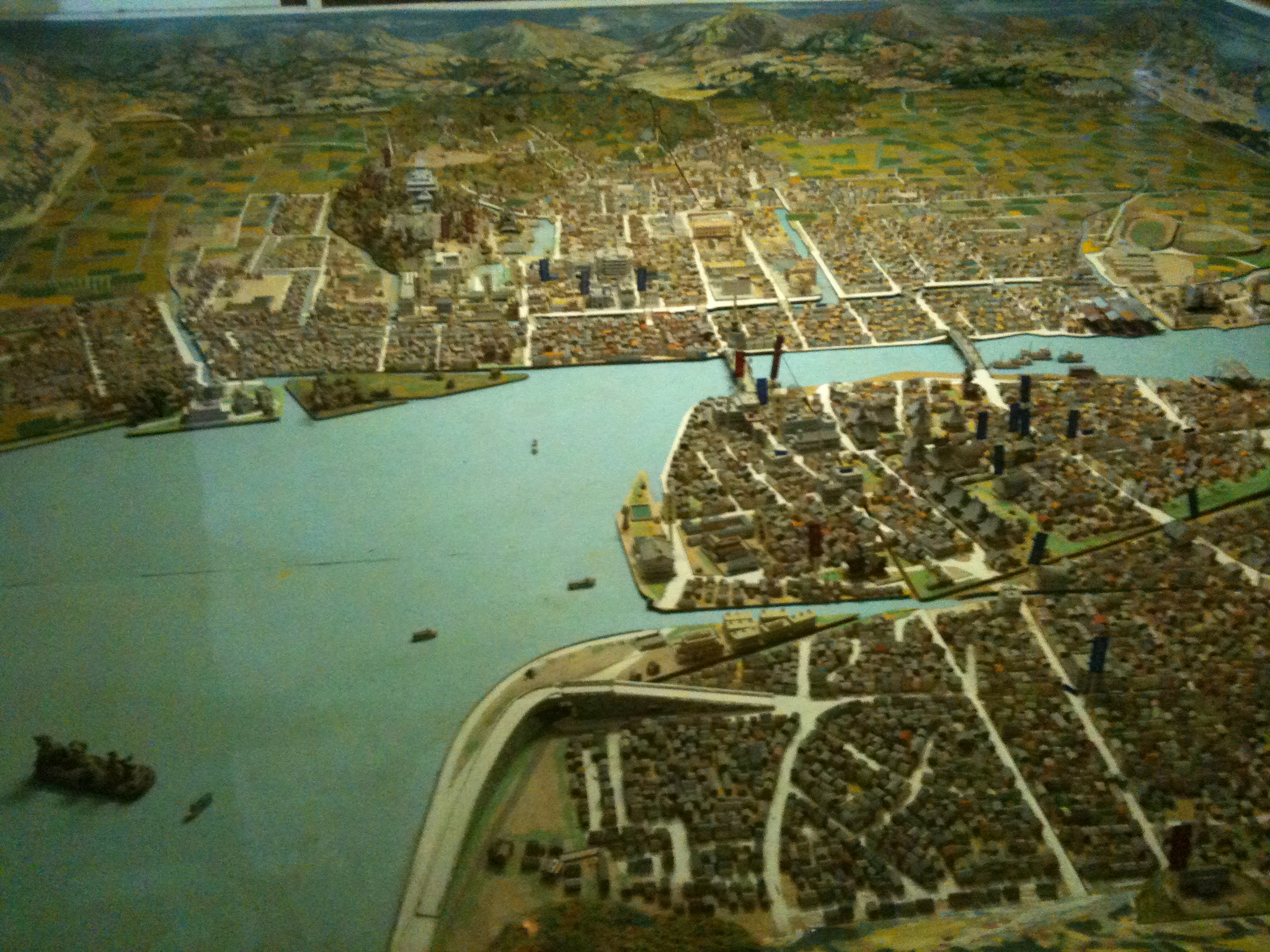
城下町の模型

亀田山は北の奥谷方面から続く丘陵の南端にあたり、現在松江北高校のある赤山との間には宇賀山と呼ばれる丘陵があった。本丸北側の内堀開削は宇賀山を開削する大工事となり、大量に出た土砂は城下の整備に利用された。
松江城のある大橋川以北の島根郡側では、殿町、母衣町、田町、内中原町。外中原町などが武家屋敷地、京橋川以南の末次が町人地に割り当てられた。大橋川以南の意宇郡側では、白潟が町人地と寺町に割り当てられ、松平氏時代になると天神川以南の津田街道（山陰道）沿いに足軽町（雑賀町）が建設された。
- 塩見縄手（旧武家町） - 北堀川周辺の、松江藩家老の塩見家の屋敷があった地区。松江市伝統美観指定地区になっているほか、日本の道100選に選ばれている。武家屋敷、明々庵、小泉八雲記念館、小泉八雲旧居、田部美術館など。
- 2000年代以降、松江城周辺の殿町・東本町・母衣町・内中原町・外中原町は、マンションやホテルなどが林立している。松江城隣接地には、天守とほぼ同じ高さとなる高さ57ｍもの準タワーマンションが、京阪電鉄不動産によって計画されている。さらに、松江大橋北詰の大橋川沿いには、セントラル総合開発による高さ46ｍの高層マンションが計画されており、住民から反対の声が多い。

## その他

### 松江城下町の歴史的景観保全
1990年代後半から2000年代以降、県外資本による多くのマンション・ホテル・病院などの高層建造物が建設され、かつて小泉八雲をはじめとした多くの文人が愛した松江城下町の歴史的景観は、風前の灯である。
1997年10月13日、高さ75ｍある山陰合同銀行本店ビルが大橋川南側の橋南地区・松江市魚町に建設された。このビルの建設によって、江戸時代の初め、堀尾吉晴・忠氏が松江城建設地を決定した地とされる床几山から見えていた松江城の眺望が遮断された。
山陰合同銀行本店ビルの建設以降、大橋川北側・橋北地区においても、高層建造物の建設が相次ぎ、歯止めがかかっていない。主な高層建造物は下記の通りである。
- アルファステイツ母衣町（2004年9月築、地上15階、穴吹興産）
- アルファステイツ宍道湖（2006年3月築、地上13階、穴吹興産）
- アルファガーデン内中原（2006年11月築、地上13階、穴吹興産）
- サーパス殿町（2007年11月築、地上15階、穴吹興産）
- アルファステイツ殿町（2008年5月築、地上14階、穴吹興産）
- 松江赤十字病院高層館（2010年3月開業、地上14階・高さ63.2m）
- アルファステイツ母衣町2（2013年5月築・地上14階、穴吹興産）
- 野乃松江（2022年4月開業、地上11階、高さ42.5ｍ、共立メンテナンス）
- クレアホームズ松江大橋（2026年2月竣工予定、地上15階建て・高さ46.47ｍ、セントラル総合開発）。第50回松江市景観審議会では、隣接する建物に合わせて、高さを下げるように答申[16]。
- MATSUE THE TOWER（2026年7月竣工予定、地上19階・高さ57.03ｍ、京阪電鉄不動産・タカラレーベン）。松江城三の丸の隣接地に立地。建設に反対する住民グループ・周辺町内会は、城下町松江の景観を著しく損なうと建設中止を強く訴えている[17][18]。2024年9月19日、松江市議会は、建設中止を求める陳情書が市民団体などから提出されたことを受け、「継続審査」とした。松江市では今後、事業者に対し計画の変更などを求めていくとしている[19][20]。同年10月3日、松江市長は京阪電鉄不動産と5度目の交渉をしたが、事業者側は「計画の変更には一切応じられない」と回答した[21]。周辺の地元住民は「神様が集まるこの地をこれ以上汚さないでほしいです」と憤っている、などと報じられた[22][23]。同年11月26日に開催された松江市議会では、市民団体から提出されていた建設中止を求める陳情書は不採択となった[24]。歴史評論家の香原斗志は、「松江がもつ歴史都市としてのかけがえのない価値は、都市のシンボルの高さを超えるたったひとつのマンションの登場により、著しく毀損される。私企業が刹那的に上げる利益を守るために、将来にわたる住民の権利や利益が著しく損なわれてしまう。・・・この特別な町にこのようなマンションを建てれば、それが建ち続けるかぎり、当該建築も、住人も、そして施主も、世界に誇るべき遺産を毀損した存在として認知されかねない[25]」と述べている。藤原辰史京都大学准教授は、「「千年の愚行」である高層マンションを白紙撤回」することが京阪電鉄不動産と松江市役所が世界から称賛される大きなチャンスであると述べている[26]。

松江市は、松本城（長野県松本市）・犬山城（愛知県犬山市）と連携して、松江城の世界文化遺産登録を目指している。上定昭仁松江市長は、高層マンションの建設が世界文化遺産登録の障壁にはならないとの認識を示しているが、遺産範囲だけでなく、遺産周辺の景観保全も厳しく求めている世界遺産の趣旨に照らした場合、影響は免れない。

### 人柱伝説
- 築城の際に天守台の石垣を築くことができず何度も崩れ落ちたので、人柱がなければ工事は完成しないと、工夫らの間から意見が出た。そこで、堀尾吉晴は盆踊りを開催し、その中で最も美しく、最も踊りの上手な少女を選んで生贄とした。娘は踊りの最中にさらわれ、事情もわからず埋め殺されたという。石垣は見事にでき上がり城も無事落成したが、城主の父子が相次いで急死し堀尾家は改易となり、続いて入封した京極家も断絶したため、人々は娘の無念の祟りであると恐れたという[30]。その後、天守は荒れて放置され、松平氏の入城まで天守からはすすり泣きが聞こえたという城の伝説が残る。また、城が揺れるとの言い伝えで城下では盆踊りをしなかった（小泉八雲「人柱にされた娘」など）。
- 天守台下の北東部石垣が何度も崩落するため困っていたところ、堀尾吉晴の旧友という虚無僧が現れて、崩落部分を掘らせたところ槍の刺さった髑髏が出てきたので虚無僧が祈祷したが、まだ危ういところがあるというと虚無僧は「祈祷では無理だ。」というのである。どうすればいいのか尋ねると、「私の息子を仕官させてくるのであれば、私が人柱になろう。」というので、虚無僧に人柱になってもらい工事を再開させることができたが、堀尾家は普請の途中に2代忠晴で絶え改易となった、というものである[31]。
  - これには別に、虚無僧の尺八が聞こえてきたので捕まえて人柱にしたところ、尺八の音が聞こえるようになった、というものもある。[32]
- 築城の際、人柱を立てる事となり、毎晩のように歌いながら城の近くを通る美しい声の娘が選ばれて人柱として埋められてしまったため、城下普門院の近くで謡曲を歌うとその娘の泣き声が聞こえるという伝説もある[33]。

### 国宝指定に向けて
昭和30年代に、国宝指定に向けての運動や陳情があったが国宝指定には至らなかった。松浦正敬が松江城の国宝指定も公約に掲げて松江市長（2期目）に当選した2009年（平成21年）以降は、「松江城調査研究委員会」や「松江城を国宝にする市民の会」を立ち上げるなど、国宝指定に向けての調査・運動が活発化していた。懸賞金を掛けて史料を探していたが平成24年に松江神社で国宝指定に重要な、築城時期を特定できる「慶長拾六年正月吉祥日」などと書かれた祈祷札が見つかった。2015年（平成27年）5月15日に文化審議会が松江城天守の国宝指定について文部科学大臣に答申。同年7月8日の『官報』告示をもって国宝に指定された。

### 国宝指定後
兵庫県姫路市姫路城周辺や長野県松本市松本城周辺で行われているような、史跡周辺の厳格な建造物高さ規制をおざなりにしたまま、松江城天守閣の国宝指定がなされたため、国宝指定が、皮肉にも「屋上テラスから国宝と日本百景を望む」を売り物にするような高層マンション建設の誘因になってしまっている。こうした状況について、上定昭仁松江市長は「これまで高層マンションがなかったところに甘えていた部分があった」と行政の不作為を認めている、と報じられた。

### 木造復元事業
1960年（昭和35年）に本丸一ノ門と南多聞の一部が木造復元され、1994年（平成6年）に三の丸と二の丸を結ぶ廊下門と二の丸下段の北惣門橋が木造復元された。二の丸の建造物として、2000年（平成12年）2月に南櫓と塀の一部（40m）、2001年（平成13年）2月には中櫓・太鼓櫓と塀の一部（87m）がそれぞれ木造復元された。また武具櫓の古写真も見つかっている。
さらに松江市では大手門木造復元に向けて懸賞金を掛けて図面や古写真などの史料を探している。

### 堀の自然環境
堀は、汽水域であるためハゼやメダカ、時にはアカエイも入り込む豊かな生物相となっている。2016年からは、ミシシッピアカミミガメなどの外来種の駆除も行われている。

### 城跡内にある施設
- 興雲閣
- 松江神社
- 松江護国神社
- 城山稲荷神社

## 末次城
松江城築城以前に亀田山に築かれたとされる城。鎌倉時代に源姓佐々木氏の一族末次氏が居城として築き、戦国時代には尼子氏の城として使用された。後にこの末次城を領した毛利元就の子、元康が末次を名字として末次元康と名乗った。関ヶ原の戦いの後に堀尾氏が出雲に移封された際に、この末次城の跡地の残る亀田山を大きく造成して松江城が築城された。末次城の構造に関する記録は存在せず、幻の城であったが、2022年（令和4年）に末次城の物と思われる遺構（堀切）が発見された。この発見により、松江城は亀田山を削り落として造成したのではなく、別の地より土砂を運び入れて造成した可能性が高まった。

## 指定文化財

### 国宝
- 松江城天守
  - 附：祈祷札2枚、鎮宅祈祷札4枚、鎮物3点（祈祷札1、槍1、玉石1）

### 史跡（国指定）
- 松江城

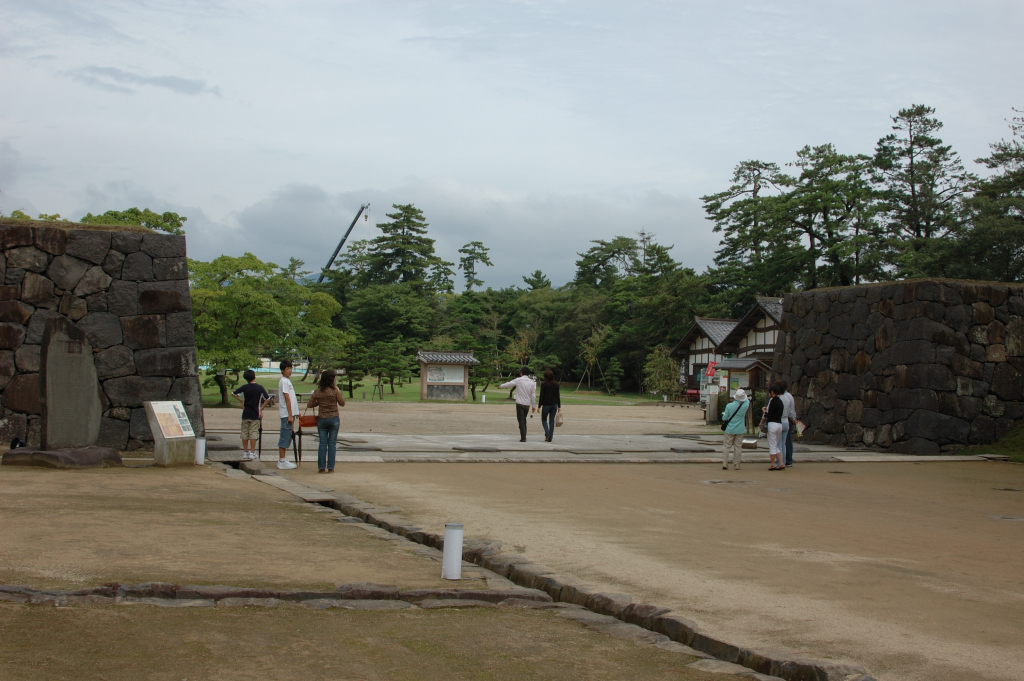
虎口
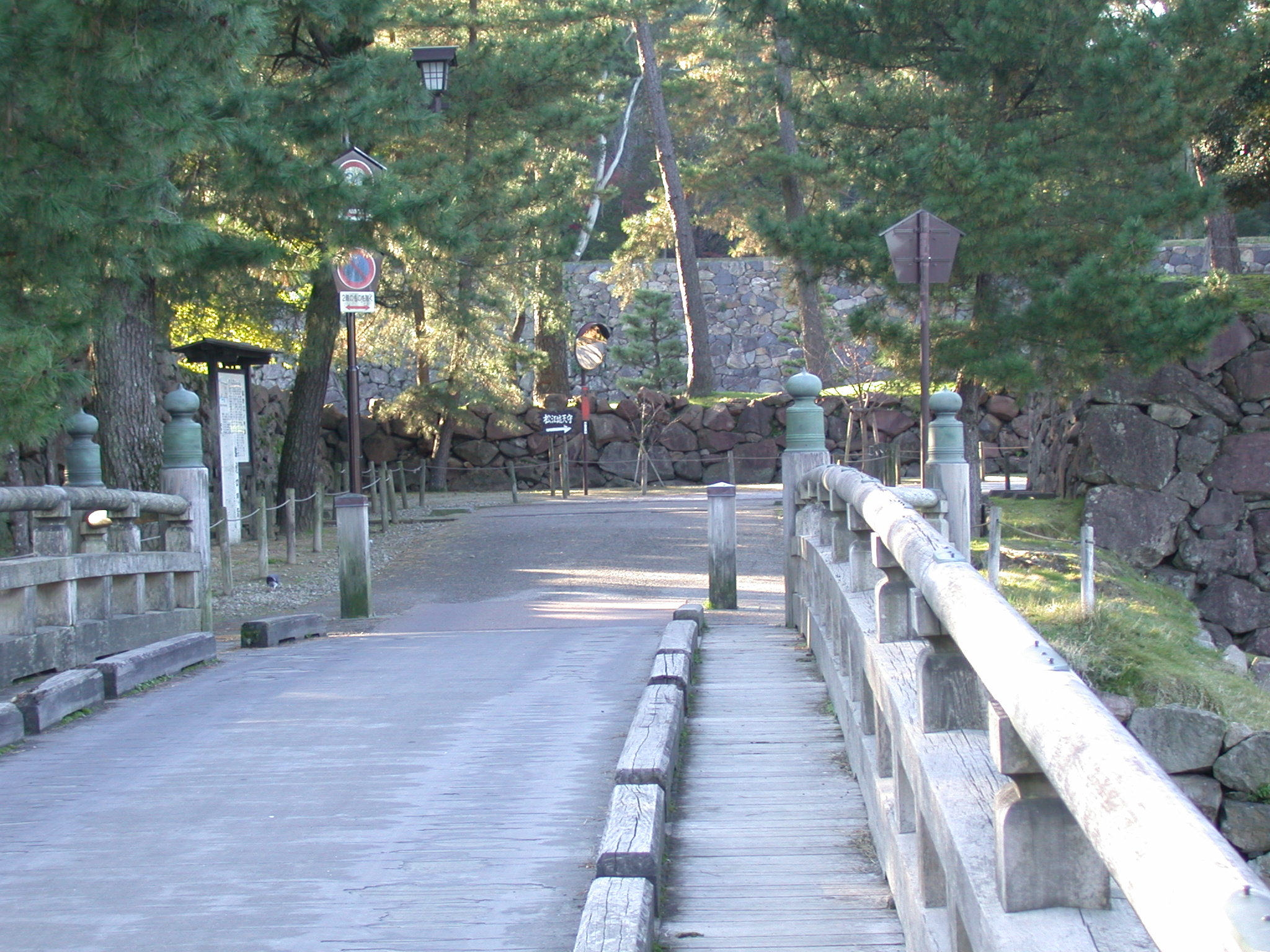
橋（木造復元）
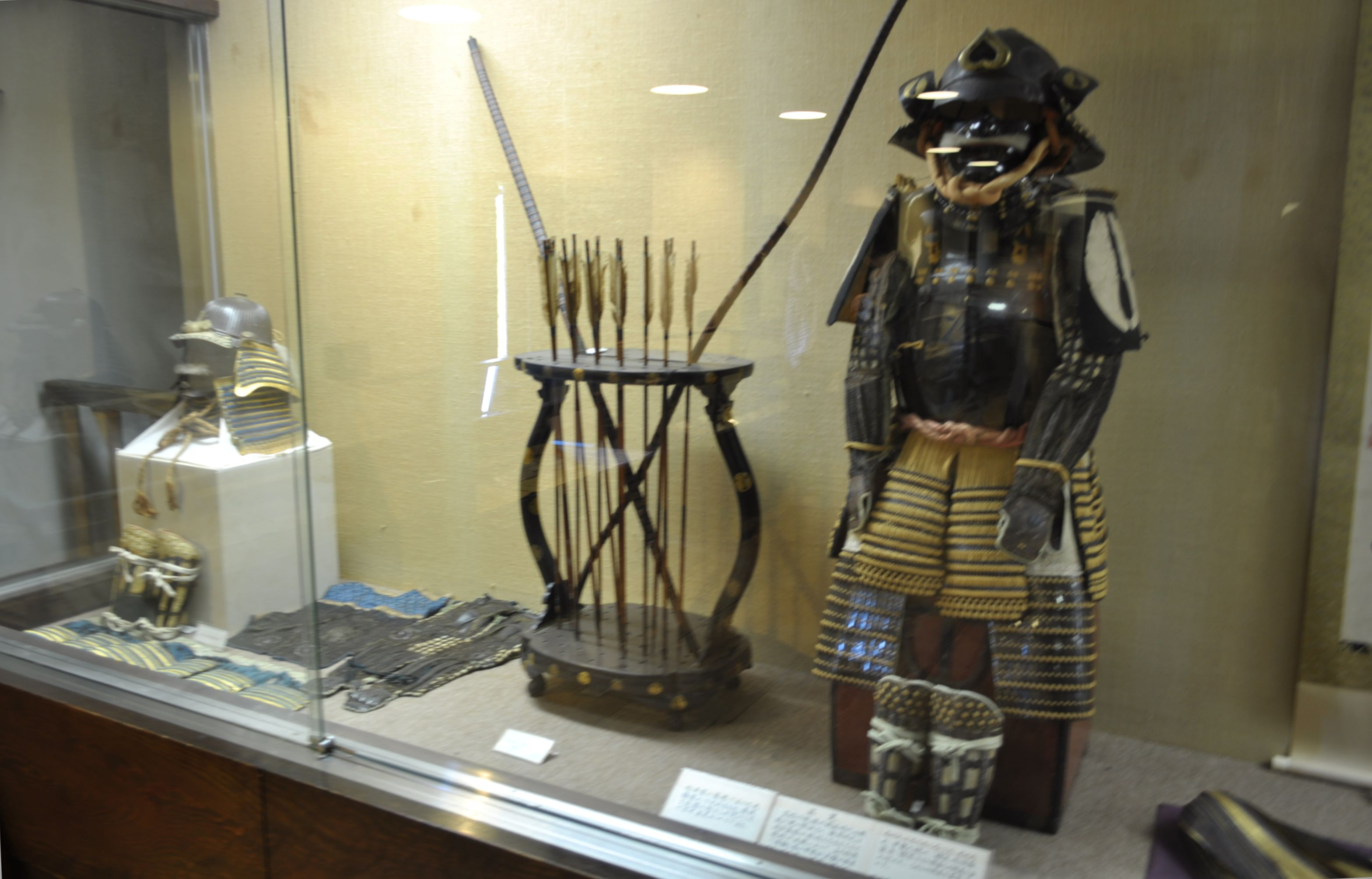
常設展示場（2015年9月11日撮影）
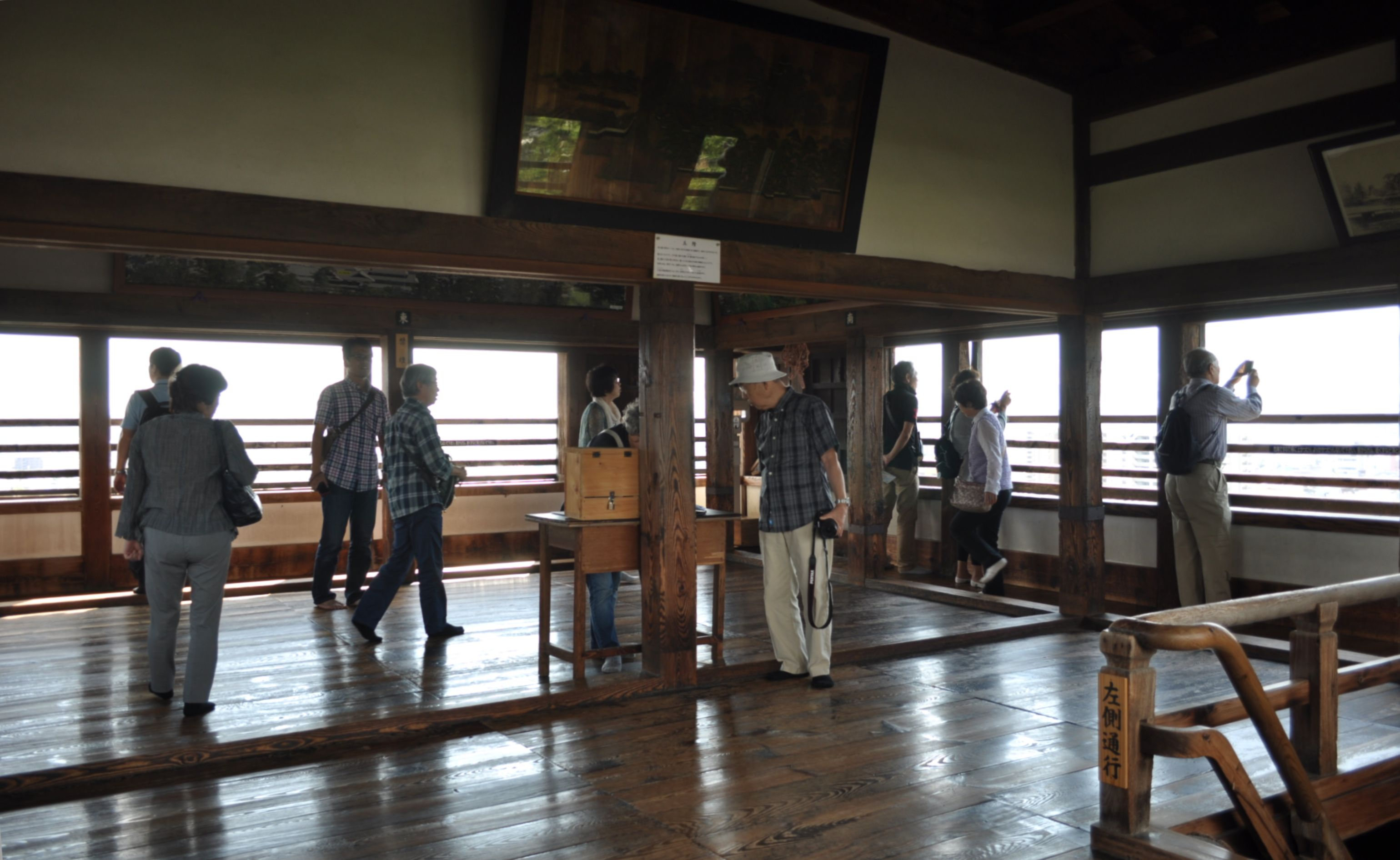
天守（2015年9月11日撮影）
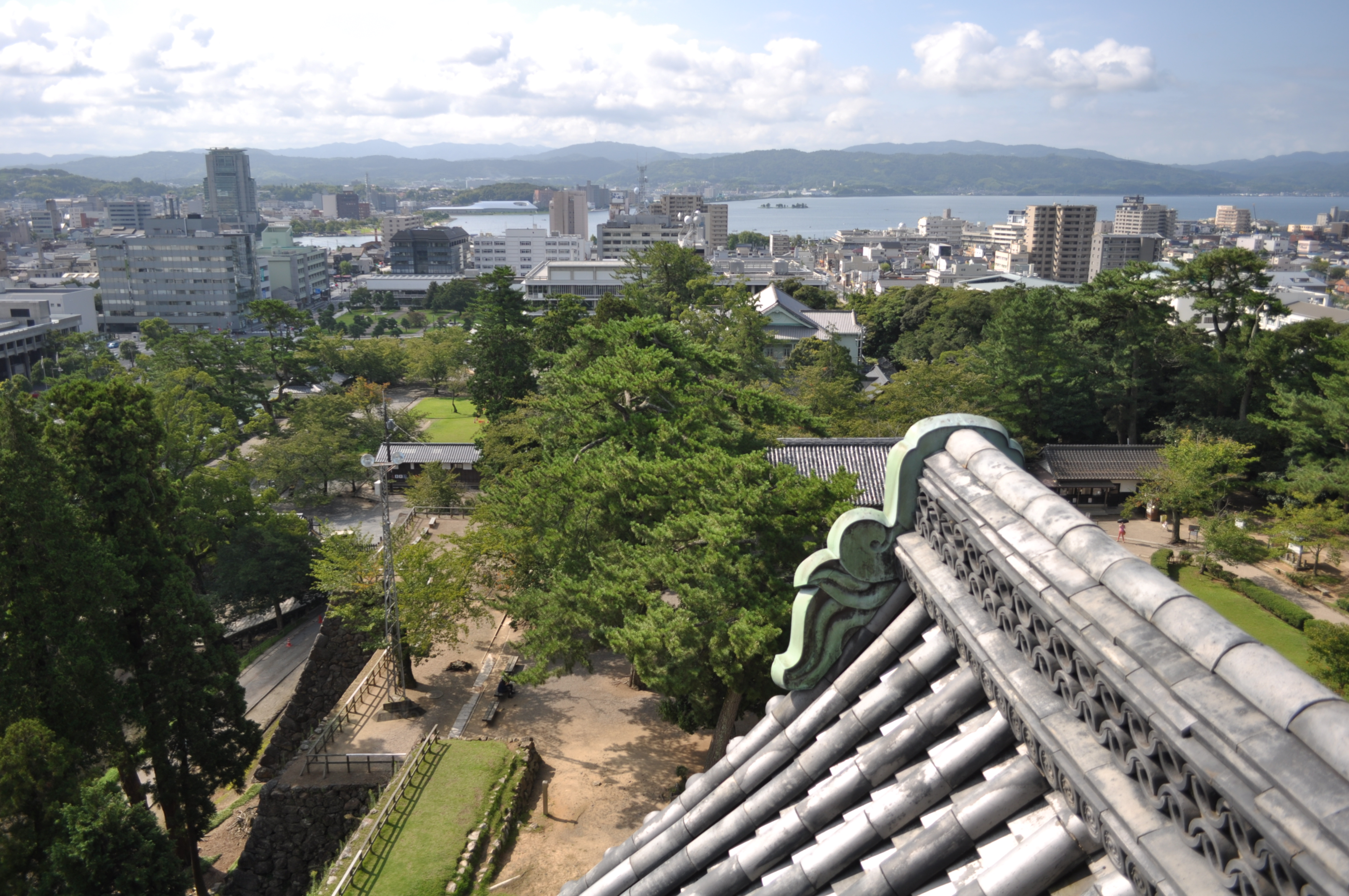
南側の県庁等と宍道湖を望む。（2015年9月11日撮影）
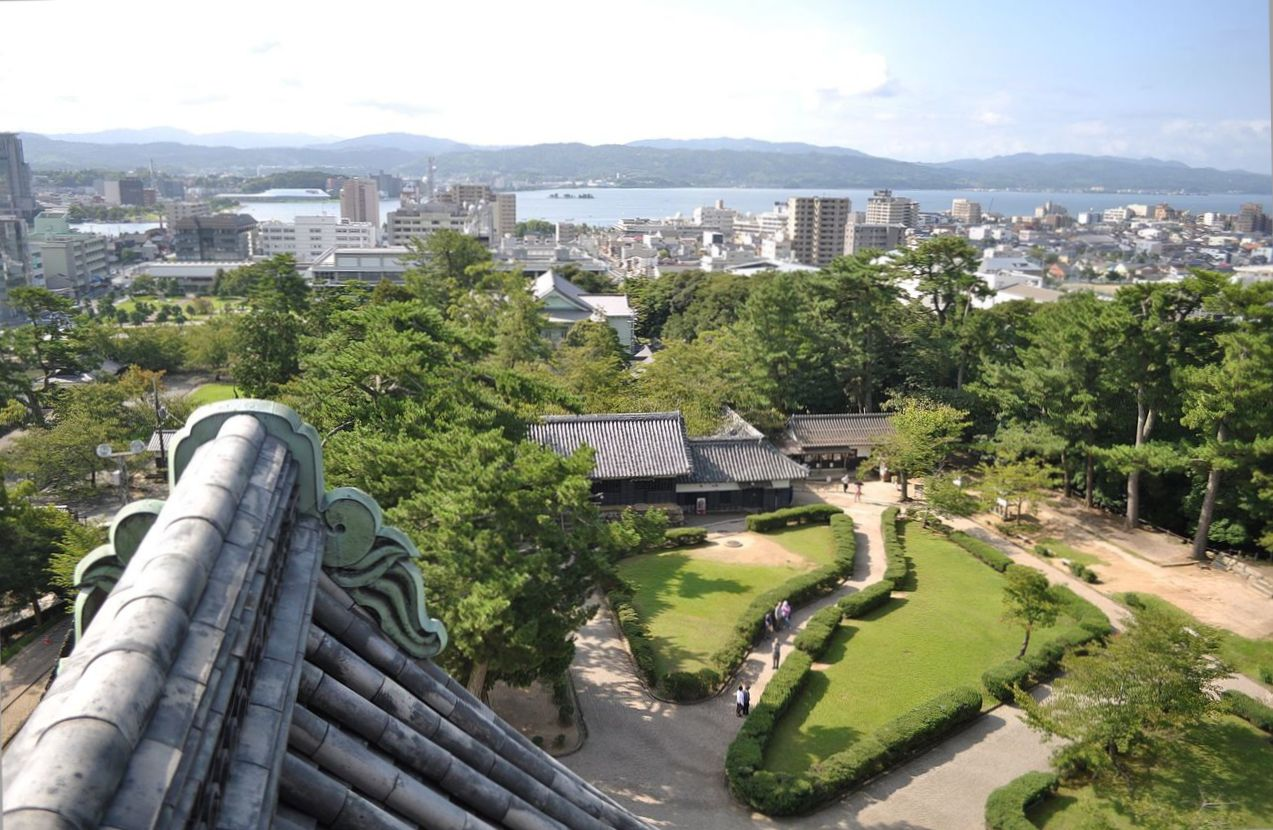
南西側の宍道湖を望む。（2015年9月11日撮影）
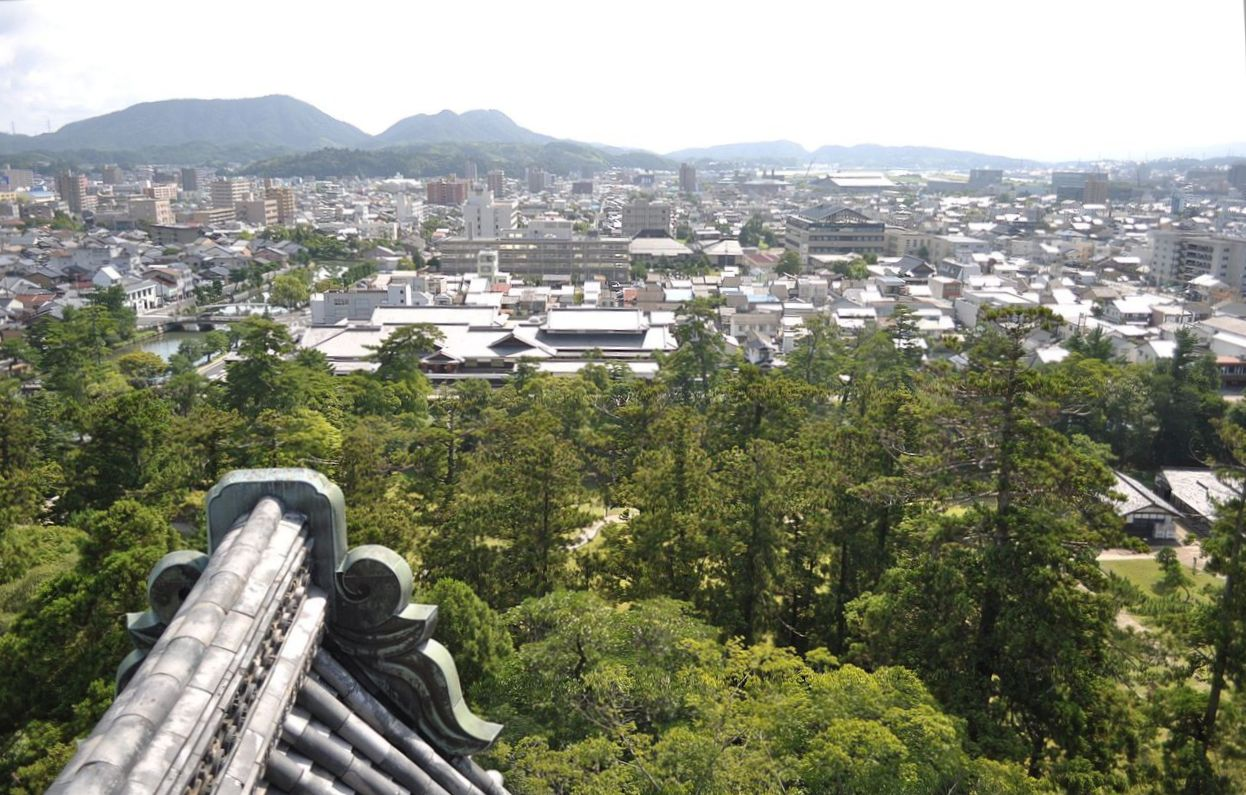
東側の遠く和久羅山と嵩山を望む。（2015年9月11日撮影）

## 交通
- 最寄駅：西日本旅客鉄道（JR西日本）松江駅・一畑電車松江しんじ湖温泉駅
- 松江駅2～3・6番のりばから一畑バス・市バスで約10分
- 松江しんじ湖温泉駅1～3番のりばから一畑バス・市バスで約5分

## 観光

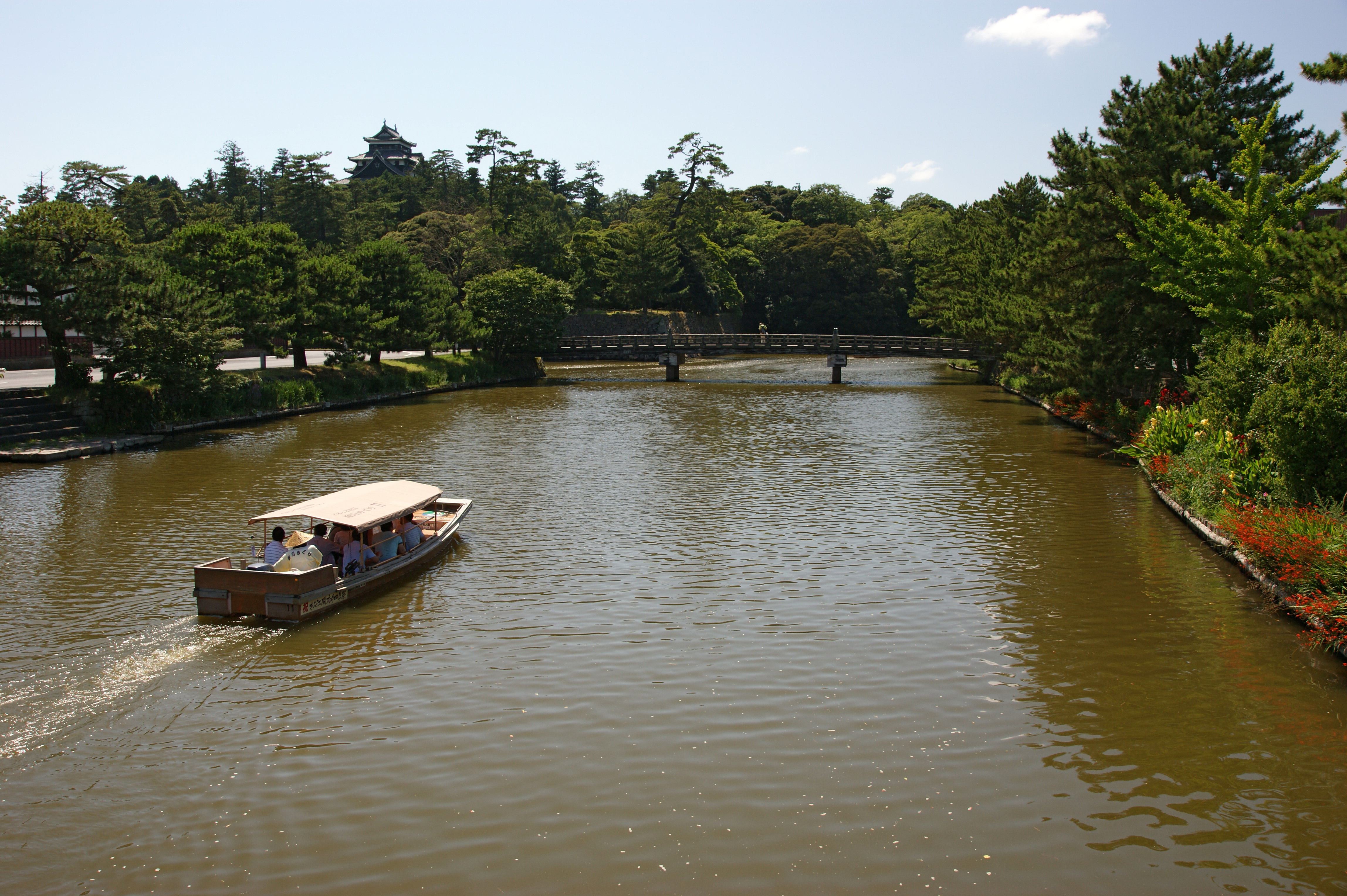
堀川めぐり

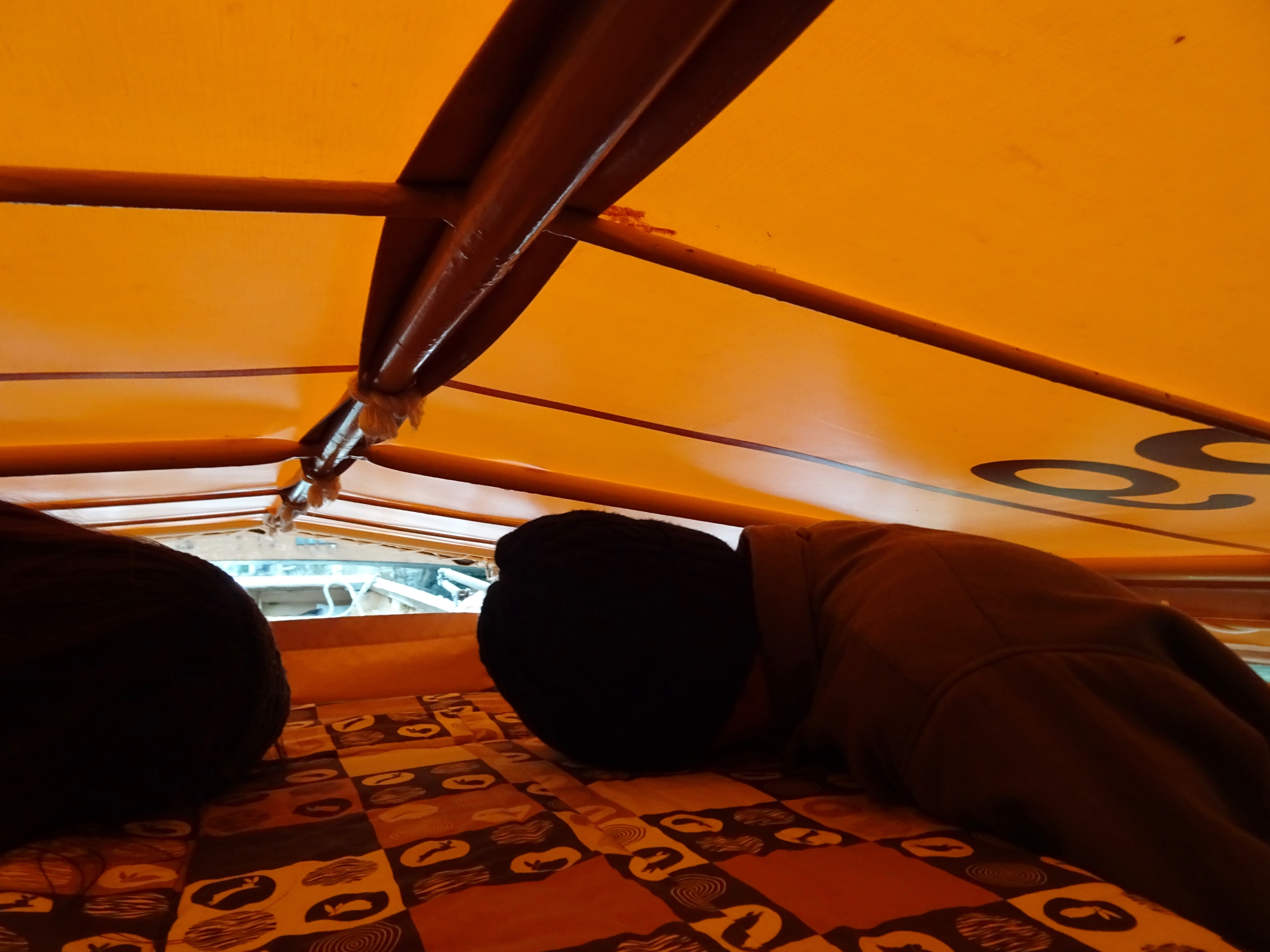
桁下高の低い橋梁通過のため屋根を電動で下降させた堀川の遊覧船

- 堀川めぐり - 遊覧船で堀を周回しながら観光し、3箇所から乗船が可能。2つのコースがあり、3.7kmを約50分間で遊覧する。
- 観光ガイド - 松江城を中心に周辺を回る5コースがある。
- レンタサイクル

松江市と周辺で2018年12月2日に初開催されたフルマラソン大会は「国宝松江城マラソン」と命名された。

### 周辺
- 島根大学旧奥谷宿舎（旧制松江高等学校外国人宿舎）
- 田原神社 - 小泉八雲がよく通った神社
- 千手院
- カラコロ工房
- 普門院（観月庵）
- 塩見縄手
- 小泉八雲旧居 - 国史跡
- 小泉八雲記念館
- 田部美術館
- 松江歴史館

## 周辺施設
- 島根県庁舎本庁舎 - 1959年（昭和34年）築。島根県邑智郡石見町（現・邑南町）日貫出身で建設省営繕局所属だった安田臣（かたし）建設専門官が設計。国の登録有形文化財[45]。
- 島根県庁舎議事堂 - 1959年（昭和34年）築。安田臣設計。国の登録有形文化財。
- 島根県民会館 - 1968年（昭和43年）築。安田臣設計。国の登録有形文化財。
- 竹島資料室（旧・島根県立博物館） - 1958年（昭和33年）築。菊竹清訓設計。国の登録有形文化財。
- 島根県立図書館 - 1968年（昭和43年）築。菊竹清訓設計。国の登録有形文化財。
- 島根県立武道館 - 1970年（昭和45年）築。菊竹清訓設計。国の登録有形文化財。